# Suraż (Ukraina)
Suraż (ukr. Сураж) – wieś na Ukrainie  w obwodzie tarnopolskim, w rejonie krzemienieckim.